# Chasséen
Objets typiques
Lames et lamelles, burin chanfrein, céramique, lames polies, billes polies, statuettes
Le Chasséen est une culture archéologique du Néolithique moyen qui se développe entre environ 4350 et 3300 av. J.-C. dans le nord de l'Italie, puis sur l'ensemble de l'actuel territoire de la France. La culture chasséenne est la seule culture néolithique à s’être développée sur la majeure partie de ce territoire. 
Le Chasséen se caractérise notamment par sa production lithique et céramique.

## Historique de la recherche archéologique
Cette culture tire son nom du site de Chassey-le-Camp (Saône-et-Loire, où, en 1912, l'archéologue Joseph Déchelette, l'identifie pour la première fois, principalement à partir des trouvailles céramiques.
Le terme est repris en 1950 par le préhistorien Jean Arnal (aussi médecin) pour désigner l'ensemble des productions de ce que l'on appelle alors « Néolithique occidental », incluant notamment les sites de Windmill Hill (Avebury) en Angleterre, d'Almería en Espagne, de Michelsberg en Allemagne, de Lagozza (it) en Italie et de Cortaillod en Suisse. Rapidement, cette définition trop vaste est révisée par l'anthropologue Raymond Riquet qui ne retient l'étiquette chasséenne que pour les productions du Néolithique moyen français.

## L'expansion de la culture chasséenne
Elle semble apparaitre en Ligurie[réf. nécessaire], puis s'étend dans les Alpes et vers l'Ouest, en Provence et Languedoc, dans la vallée du Rhône, le Massif central et la Bourgogne. Elle atteint ensuite le Bassin parisien, le Bassin aquitain et le massif Armoricain, recouvrant la quasi totalité de l'actuel territoire français. 
Cette expansion ne résulte pas d'un remplacement de groupes locaux par des envahisseurs, mais d'une diffusion culturelle (acculturation).
On distingue un Chasséen méridional, essentiellement de la Provence au Languedoc et en Italie du Nord, et un Chasséen septentrional dans les régions centrales et septentrionales de la France.

## Caractéristiques

### Habitat
L'architecture domestique est mal connue, rares étant les traces de bâtiments. Les exemples attestés sont construits sur poteaux, mais l'utilisation de la brique crue a également été mise en évidence. Les plus grands sites sont des enceintes délimitées par des fossés pouvant couvrir plusieurs dizaines d'hectares.
Dans le sud de la France, le seul village attesté pour cette période se trouve sur le site du Clos du Moulin (Vernègues, dans les Bouches-du-Rhône), qui a fourni une quinzaine de plans de bâtiments dont des maisons standardisées et quelques bâtiments monumentaux,.
L'un des éléments emblématiques de la période est constitué par de grands foyers de pierres chauffées[Où ?], rectangulaires ou circulaires. Ce type de structure apparait dès le Mésolithique et se maintient jusqu'à l'Antiquité, mais a d'abord été remarqué et décrit sur des sites chasséens. Les vestiges y correspondant avaient d'abord été interprétés comme des fonds de cabane.

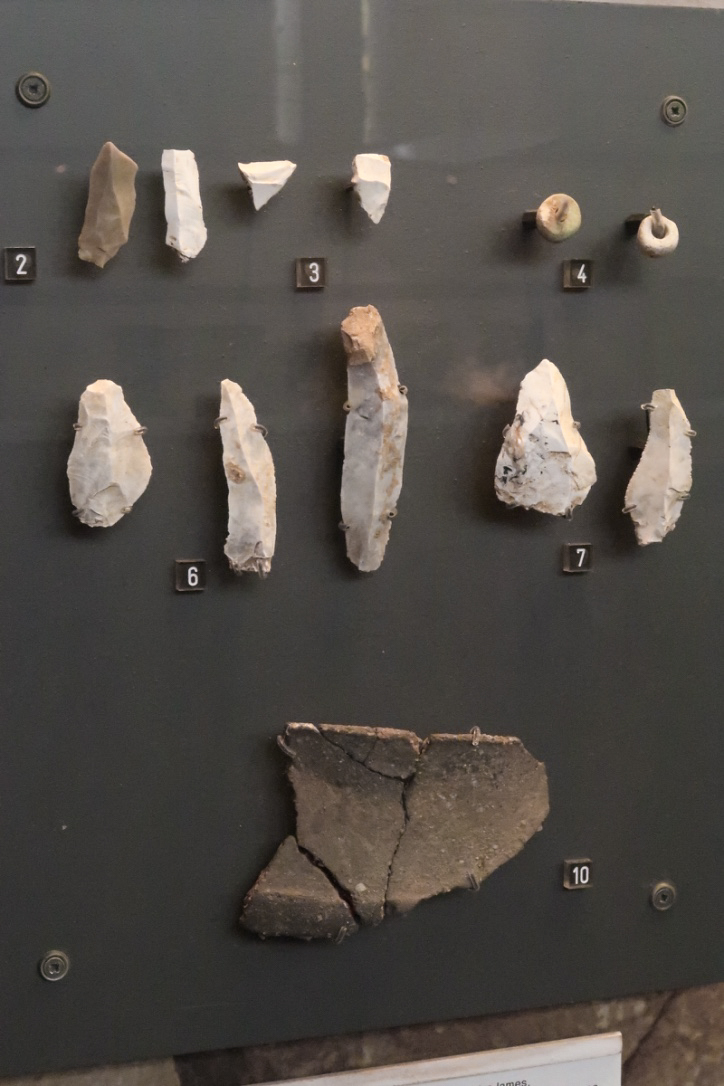
Industrie lithique chasséenne (Musée de Bougon)

### Agriculture
Les groupes chasséens pratiquent l'agriculture et l'élevage de caprins et de bovins. Les grottes et abris sous roche servent souvent de bergeries ou d'étables, comme le montrent les dépôts de fumiers qui s'y sont accumulés (abri de Pertus II, Font Juvénal, grotte d'Antonnaire, Arene Candide, etc.).

### Industrie lithique
L'un des traits caractéristiques du Chasséen est la présence dans les assemblages lithiques d'une forte proportion de lames et de lamelles régulières, principalement issues de silex barrémo-bédoulien du Vaucluse et de silex oligocène des bassins d'Apt-Forcalquier (vallée du Largue). Les analyses tracéologiques montrent que certains outils ont été utilisés comme lames de faucilles, ou destinés à des activités de travail de l'os, du bois, de végétaux tendres, etc.
Avant 4000 av. J.-C., ces supports sont débités par pression à partir de nucléus non chauffés. Après 4000 av. J.-C., les produits sont détachés par pression, notamment au levier, à la suite d'un traitement thermique contrôlé des nucléus. Les lamelles en obsidienne, plus rares, sont majoritairement d'origine sarde. Les lames polies (par exemple haches, herminettes, brunissoirs) sont façonnées à partir de roches tenaces, la majeure partie en éclogite du Mont Viso, ou en omphacite, jadéite, serpentinite, métagabbro, etc. Ses productions sont associées à du macro-outillage de traitement des productions céréalières et des ressources végétales (meules, molettes, pilons, etc.).

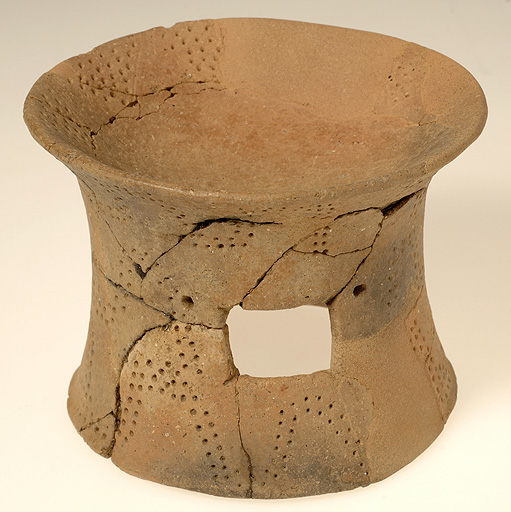
Vase-support caractéristique de la culture chasséenne

### Céramique
La céramique chasséenne se compose de vases à sillons sous pseudo-cols carénés, de vases à barrettes ondulées, de coupelles à décor interne de sillons, d'assiettes décorées et de vases à épaules.
Pour les phases anciennes du Chasséen, les décors se composent de motifs géométriques (chevrons, triangles, quadrilatères rayés ou quadrillés), scalariformes, bandes, guirlandes finement incisées à cru dans la pâte sèche, tandis que, pour les phases récentes, les productions céramiques sont plus épurées, souvent dépourvues de décors.

### Echanges à longue distance
Les Chasséens se caractérisent par une structuration géographique forte de leur économie, fondée sur l'échange. 
Les matières premières (obsidienne de Sardaigne et des iles Lipari, silex barrémo-bédouliens du Vaucluse, silex italiens (Maiolica), éclogites des Alpes, cristal de quartz, cinérites du Rouergue) exploitées pour la fabrication des outils de pierre sont transformées à proximité du lieu d'extraction puis exportées sous forme de produits finis (lames polies, grandes lames) ou semi-finis (nucléus destinés à être débités par pression sur les sites consommateurs), jusqu'à plusieurs centaines de kilomètres, notamment jusqu'en Catalogne dans des contextes sepulcros de fossa).

### Métallurgie
La métallurgie du cuivre semble pratiquée, mais reste assez marginale. Elle est attestée par des signes d'extraction de minerai de cuivre et de chalcopyrite dans des contextes chasséens récents de Ligurie dans la première moitié du IVe millénaire av. J.-C. (vers 3600). Des nodules de minerai de cuivre ont également été découverts dans un contexte chasséen ancien sur le site de Giribaldi, près de Nice. 
La métallurgie du cuivre est déjà amorcée au Ve millénaire av. J.-C. dans le Nord de l'Italie et le Sud-Est de la France. Parmi les premiers objets réalisés et exportés, les alènes sont les plus courantes et un exemplaire a été retrouvé au sein du site d'habitat chasséen récent de Vernègues.

## La fin du Chasséen
À partir de 3650 av. J.-C., certains chercheurs parlent d'une dislocation du complexe chasséen[pas clair], tandis que d'autres avancent un phénomène plus graduel d'éclatement des pratiques[pas clair]. Ces deux théories sont plus ou moins valables selon les situations et évolutions régionales, voire en fonction des sites, qui ne répondent pas tous de la même manière aux changements de la seconde moitié du IVe millénaire av. J.-C.
Dans l'ensemble, l'exploitation des silex bédouliens[pas clair] semble régresser, au profit des silex lacustres oligocènes du bassin d'Apt-Forcalquier, destinés à la production de grandes lames (jusqu'à 35 cm). 
Le débitage par pression est toujours attesté et la pression au levier s'intensifie, toujours aux côtés d'un traitement thermique des nucléus[pas clair].

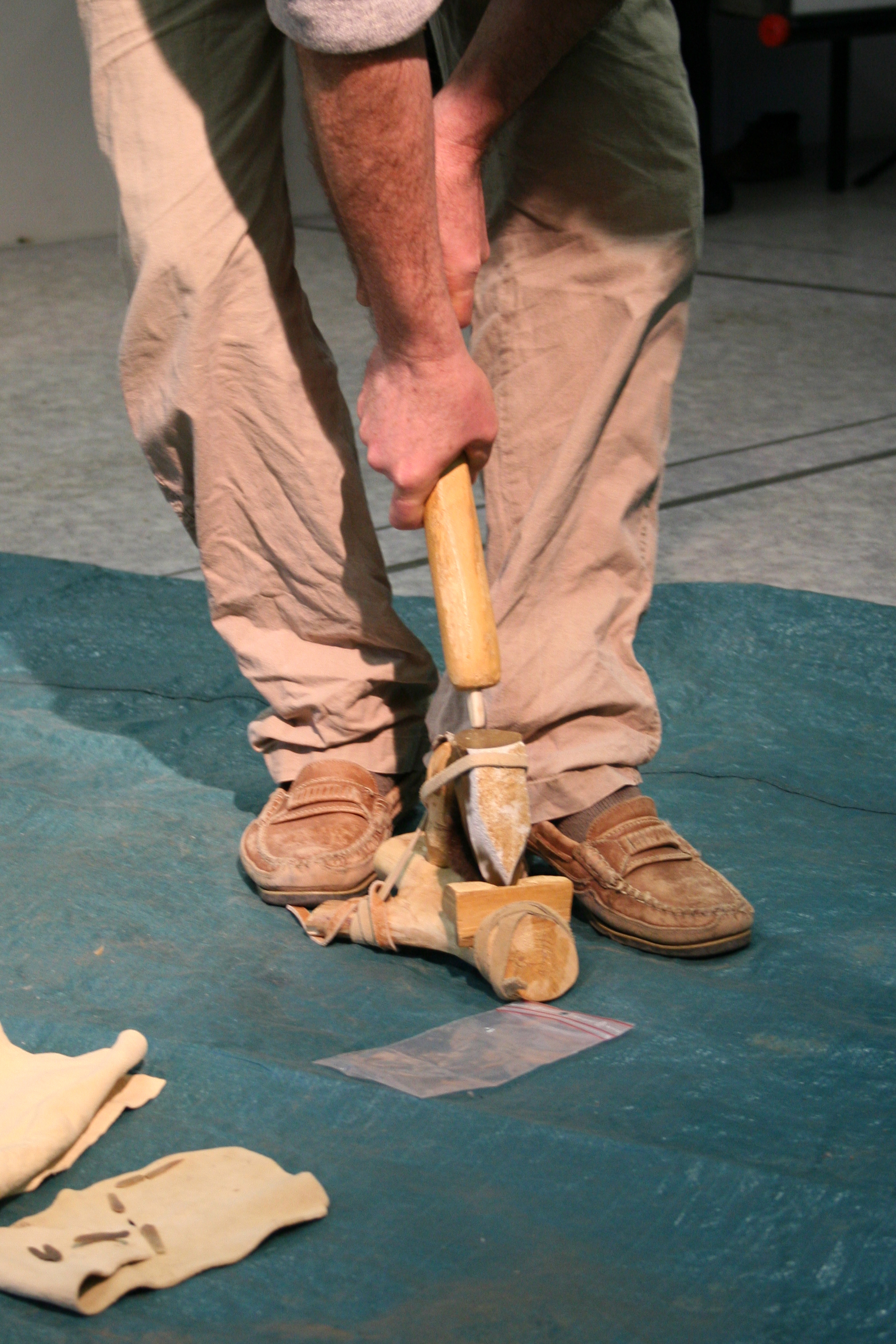
Exemple de procédé pour le débitage par pression à la béquille. (expérimentateur : Jacques Pelegrin).
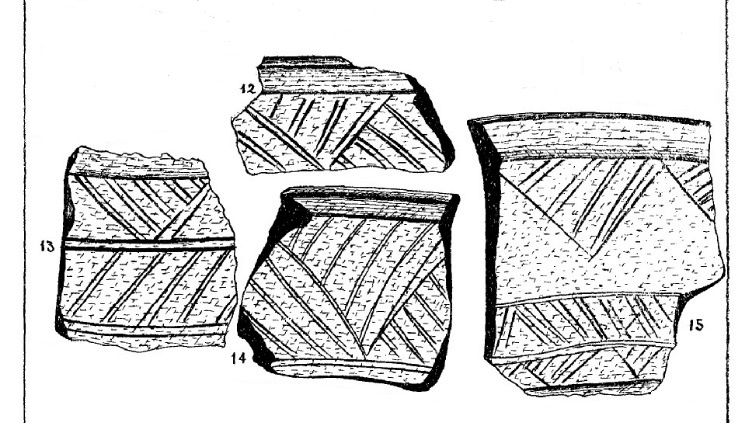
Exemple de décors en chevrons sur céramique.